# NGC 526
NGC 526 je galaksija u zviježđu Kipar.

## Vanjske poveznice
- SEDS: NGC 0526